# Саммит Россия — США в Женеве (2021)
Са́ммит Россия — США с участием президентов Владимира Путина и Джо Байдена прошёл 16 июня 2021 года в Женеве (Швейцария).
По итогам саммита Владимир Путин и Джо Байден приняли совместное заявление по стратегической стабильности, в котором они переподтвердили согласованный Михаилом Горбачёвым и Рональдом Рейганом в 1985 году важнейший принцип, согласно которому в ядерной войне не может быть победителей, а потому она никогда не должна быть развязана. Было также объявлено о запуске двустороннего диалога по стратегической стабильности, призванного заложить основу будущего контроля над вооружениями и мер по снижению рисков.

## Предыстория
До женевской встречи в верхах Джо Байден и Владимир Путин встречались один раз, в марте 2011 года, когда Байден был вице-президентом США, а Путин — председателем российского правительства. Согласно мемуарам Байдена, при встрече наедине Байден якобы сказал Путину: «Господин премьер-министр, я смотрю в ваши глаза и думаю, что у вас нет души». На это Путин ответил: «Мы понимаем друг друга». Этот диалог содержит своего рода отсылку ко встрече Путина и Джорджа Буша-младшего в Словении, в июне 2001 года, когда последний заявил, что посмотрел российскому президенту в глаза и смог там увидеть его душу. Однако при этом в июне 2021 года, в интервью телеканалу NBC Путин заявил, что не помнит их части разговора о душе.

## Новая администрация США и российско-американские отношения
После вступления Джо Байдена в должность президента США официальные лица новой администрации сообщили, что США не стремятся ни к осложнению отношений с Россией, ни к «перезагрузке» этих отношений. Целью новой политики США будет достижение предсказуемых и стабильных отношений, оставляющих место для сотрудничества в ряде сфер для продвижения интересов США. При этом США «могут привлекать Россию к ответственности за любые её злонамеренные действия». Ещё до своей инаугурации Байден договорился с президентом Путиным по телефону о продлении на пять лет без дополнительных условий Договора СНВ-III, действие которого истекало 4 февраля 2021 года. 3 февраля 2021 года соглашение между Россией и США о продлении ДСНВ вступило в силу.
Новая администрация продолжила политику санкций против России, но не стала препятствовать завершению строительства газопровода «Северный поток — 2». Заместитель министра иностранных дел России Сергей Рябков приветствовал этот шаг как «шанс для постепенного перехода к нормализации наших двусторонних отношений».
17 марта 2021 года Джозеф Байден в интервью телеканалу ABC News заявил, что лично предупреждал Владимира Путина о последствиях, если вскроется факт его вмешательства в президентские выборы в США 2020 года, а также утвердительно ответил на вопрос, считает ли он президента России убийцей. После этого Министерство иностранных дел России объявило об отзыве посла России в США Анатолия Антонова в Москву на консультации для анализа российско-американских отношений. Госдепартамент США в ответ заявил, что, хотя США будут сотрудничать с Россией для продвижения интересов США, они «могут привлекать Россию к ответственности за любые её злонамеренные действия».
15 апреля 2021 года США объявили о высылке десяти сотрудников дипмиссии РФ в Вашингтоне. В ответ на эти действия Россия объявила десять дипломатов США персонами нон грата и предложила послу США в Москве Джону Салливану покинуть Россию. 22 апреля Салливан выехал в США для консультаций.
23 апреля 2021 года Владимир Путин на фоне скандала с высылкой российских дипломатов подписал указ «О применении мер воздействия (противодействия) на недружественные действия иностранных государств», на основании которого правительство утвердило список стран, «совершающих недружественные действия в отношении России». В этот перечень вошли США и Чехия. Согласно распоряжению правительства, официальным представительствам США было запрещено нанимать на работу российских граждан.

## Заявления в преддверии саммита
Выступая перед американскими военными в Великобритании перед поездкой в Женеву, Байден заявил: «Мы не стремимся к конфликту с Россией, мы хотим стабильных и предсказуемых отношений. Наши страны несут огромную ответственность, в том числе по обеспечению стратегической стабильности и поддержанию договорённостей по контролю над вооружениями».
За несколько дней до переговоров в интервью NBC News Путин вновь отрицал ответственность за кибератаки. Ранее он заявил, что обвинения были попыткой спровоцировать конфликт в преддверии саммита.

## Повестка дня

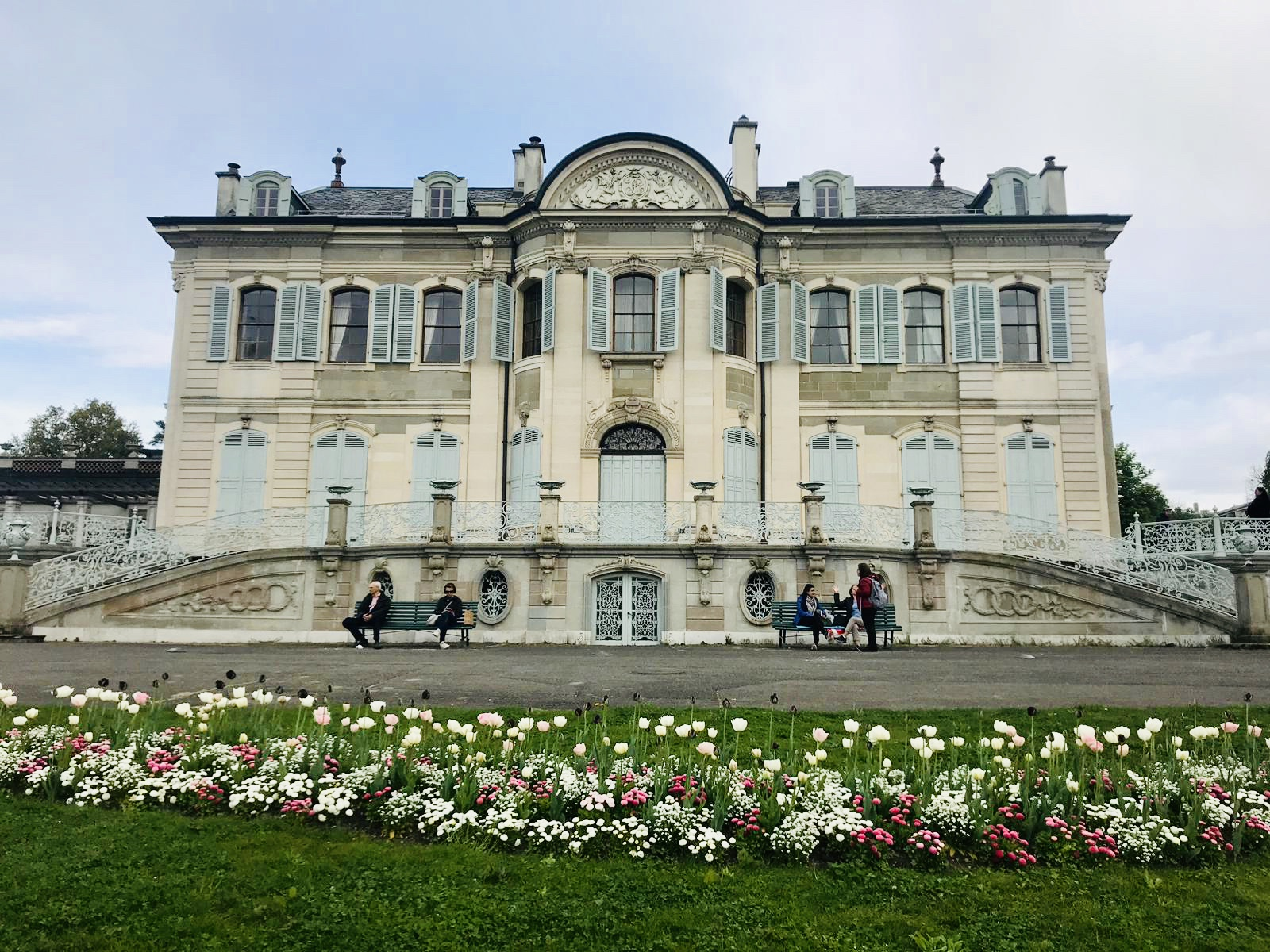
Место проведения саммита — усадьба Ла-Гранж

Ожидалось, что саммит определит направление отношений между Россией и администрацией Байдена. Это была первая встреча лицом к лицу между двумя лидерами с тех пор, как Байден вступил в должность президента США в январе 2021 года. При этом ещё до саммита официальные лица обеих стран заявляли, что не ожидают значительного прорыва в отношениях.
Большое значение в повестке дня придавалось проблеме контроля над ядерными вооружениями. В июне 2021 года советник Байдена по национальной безопасности Джейк Салливан заявлял:

Мы стремимся к тому, чтобы два президента могли послать чёткий сигнал… своим командам по вопросам стратегической стабильности, чтобы мы могли добиться прогресса в области контроля над вооружениями и других областях, связанных с ядерным оружием, чтобы снизить напряжённость и нестабильность в этом аспекте отношений наших стран.
Байден заявлял, что намерен поднять вопрос о правах человека в России, имея в виду, в частности, ситуацию с российским оппозиционером Алексеем Навальным. Ожидалось, что будет обсуждаться кибербезопасность, вмешательство в американские президентские выборы и ситуация вокруг Украины.
Российская сторона собиралась обсудить пандемию COVID-19, глобальные конфликты, терроризм и сокращение ядерных вооружений. 
Встреча состоялась в исторической вилле Ла-Гранж, здании XVIII века с видом на Женевское озеро. По свидетельству корреспондента издания «Коммерсантъ», «в целом меры безопасности в Женеве были беспрецедентными. Огромная часть города просто оцеплена, причём не только высоким прозрачным забором, но и частично колючей проволокой. Закрыта часть акватории, воздушное пространство над Женевой. Присутствовало большое количество полиции, военных, кинологов». Члены делегации и журналисты, которые хотели работать непосредственно на территории виллы Ла-Гранж, где проходило мероприятие, сдавали по пять ПЦР-тестов.
По данным CNN, российская сторона хотела провести совместную пресс-конференцию по итогам переговоров, однако администрация Байдена отказалась от предложения, следуя совету экспертов по России, чтобы избежать любых попыток Путина выглядеть так, как будто он взял верх над Байденом.

## Саммит
Ожидалось, что переговоры займут около пяти часов, однако Путин и Байден завершили саммит уже через три с половиной часа. Из них два часа заняла встреча в узком составе и полтора часа — в расширенном. В первой сессии приняли участие Энтони Блинкен и Сергей Лавров. Во второй сессии к ним присоединились послы Анатолий Антонов и Джон Салливан, советник президента США по национальной безопасности Джейк Салливан, начальник Генерального штаба ВС России Валерий Герасимов и спецпредставитель президента по Сирии Александр Лаврентьев. По завершении встречи Байден подарил Путину хрустальную статуэтку бизона и изготовленные на заказ очки-авиаторы, а Путин подарил Байдену письменный набор «Москва», расписанный под хохлому.

### Делегации

#### Делегация США
- Президент США Джо Байден[39]
- Государственный секретарь США Энтони Блинкен[39]
- Советник президента США по национальной безопасности Джейк Салливан[39]
- Заместитель Государственного секретаря США Виктория Нуланд[39]
- Посол США в России Джон Салливан[39]
- Старший директор по России Совета национальной безопасности Эрик Грин[40]
- Директор по России Совета национальной безопасности Стергос Калудис[40]

#### Делегация России
- Президент России Владимир Путин[39]
- Министр иностранных дел России Сергей Лавров[39]
- Помощник президента Российской Федерации по внешнеполитическим вопросам Юрий Ушаков[39]
- Посол Российской Федерации в США Анатолий Антонов[39]
- Пресс-секретарь президента России Дмитрий Песков[39]
- Заместитель министра иностранных дел Российской Федерации Сергей Рябков[39]
- Заместитель руководителя Администрации президента России Дмитрий Козак[39]
- Начальник Генерального штаба Вооружённых сил Российской Федерации Валерий Герасимов[39]
- Спецпредставитель президента по Сирии Александр Лаврентьев[39]

## Итоги переговоров
На своём брифинге Байден сообщил журналистам, что атмосфера на саммите была «доброй и позитивной», но в первую очередь заявил, что поставил перед Путиным множество неудобных вопросов: «Мы не просто нападаем на Россию, а когда она нарушает права человека… Как я могу быть президентом США и молчать, если чьи-то права не соблюдают? Поэтому мы будем обозначать опасения по поводу таких дел, как ситуация с оппозиционером Алексеем Навальным. Я также поставил вопрос о ложно осуждённых американцах — Поле Уилане и Треворе Риде». Байден также заявил, что предупредил Путина об ответе на кибератаки и о разрушительных последствиях в случае смерти Навального в тюрьме. Байден считает, что Путин не хочет новой «холодной войны»: «Думаю, что Путин меньше всего сейчас хочет новой холодной войны. Он по-прежнему считает, что мы хотим его сместить, но не думаю, что это вера является его движущей силой».
На своей пресс-конференции Путин сказал, что переговоры были конструктивными и без враждебности, назвав Байдена «очень опытным и конструктивным лидером». Путин также попросил журналистов не забывать, что главная цель саммитов — улучшение мира.
По словам Путина, в ходе переговоров, в частности, был обсуждён ряд вопросов и достигнуты договорённости:
- американский и российский послы возвращаются в места своей работы[49] стороны договорились также о том, что МИД России и Госдепартамент США начнут консультации по всему комплексу взаимодействия на дипломатическом треке[35];
- подписано совместное заявление по стратегической стабильности и решено начать диалог в этой сфере[50];
- обсуждён вопрос об обмене заключёнными (президент Байден поднял этот вопрос применительно к американским гражданам, находящимся в местах лишения свободы в России)[51][52][53].

В ходе саммита между двумя странами также была достигнута договорённость о начале диалога по таким вопросам, как кибербезопасность, торговые отношения и сотрудничество в Арктике. При этом прорывов по поднятым американской стороной вопросам о ситуации с Алексеем Навальным не произошло, и Россия не взяла на себя никаких дополнительных обязательств по Украине, кроме содействия в реализации Минских соглашений.

## Решения саммита и последовавшие события

### Диалог по стратегической стабильности
По итогам саммита было принято совместное заявление по стратегической стабильности. В нём главы государств подтвердили согласованный Михаилом Горбачёвым и Рональдом Рейганом в 1985 году важнейший принцип, согласно которому в ядерной войне не может быть победителей, а потому она никогда не должна быть развязана, а также объявили о запуске двустороннего диалога по стратегической стабильности, призванного заложить основу будущего контроля над вооружениями и мер по снижению рисков.
В середине октября 2021 года Москву посетила заместитель госсекретаря США Виктория Нуланд, которая провела переговоры с заместителем главы МИД РФ Сергеем Рябковым, заместителем главы Минобороны РФ Александром Фоминым, помощником президента РФ Юрием Ушаковым и заместителем главы президентской администрации Дмитрием Козаком. По словам Сергея Рябкова, на переговорах «обсуждалась тематика глобальной и региональной безопасности, в том числе с учётом второго раунда российско-американского диалога по стратегической стабильности».

### Информационная безопасность
Взаимодействие между Россией и США по вопросам обеспечения информационной безопасности было фактически заморожено в 2014 году на фоне конфликта вокруг Украины. Ситуация ещё более усложнилась после того, как власти США обвинили Россию во вмешательстве в президентские выборы 2016 года. В итоге сотрудничество двух стран в киберсфере было сведено к минимуму. Возобновить межведомственные контакты в киберсфере весной 2021 года предложил президент США Джо Байден после того, как крупные американские энергетические и промышленные компании были атакованы вирусами-вымогателями, распространители которых, по данным американских властей, находились в России. О решении запустить двусторонние консультации по кибербезопасности президенты Владимир Путин и Джо Байден официально объявили на саммите в Женеве.
В октябре 2021 года Россия и США внесли на рассмотрение Генеральной Ассамблеи ООН совместную резолюцию об ответственном поведении государств в киберпространстве. Разработка совместной резолюции во многом стала возможной благодаря достигнутым в июне 2021 года договорённостям президентов РФ и США Владимира Путина и Джо Байдена о возобновлении взаимодействия в сфере кибербезопасности.

### Продолжение санкционной кампании США
Уже 20 июня 2021 года помощник президента США по нацбезопасности Джейк Салливан заявил о подготовке нового раунда санкций против России в связи с ситуацией вокруг Алексея Навального, а также продолжающимся строительством «Северного потока—2». Спустя два месяца, США ввели новые санкции из-за отравления Навального против генералов ФСБ и научных центров, причастных к отравлению. Также данные санкции включают в себя ограничения на экспорт товаров и технологий, связанных с ядерной и ракетной промышленностью, и на импорт некоторых видов российского огнестрельного оружия и боеприпасов
Как отметил пресс-секретарь российского президента Дмитрий Песков, «конструктивные положительные результаты саммита абсолютно не свидетельствуют о том, что США будут отказываться от сути своей политики по сдерживанию России. Мы отдаём себе отчёт, что это было и будет продолжаться».

## Реакция
По мнению американского политолога Джона Миршмайера (ноябрь 2021), шансы на улучшение американо-российских отношений в обозримой перспективе весьма невелики: «Даже если бы президент Байден хотел резко изменить ситуацию к лучшему, добиться этого было бы очень непросто с политической точки зрения. В США сегодня настолько распространены русофобские настроения, что для изменения политики в отношении России потребовались бы огромные усилия со стороны администрации. Между тем у Байдена сейчас есть ряд гораздо более серьёзных проблем, чем состояние американо-российских отношений, а потому я не думаю, что он готов тратить свой политический капитал на эту тему».